# Árpád Pédery
Árpád József Ignácz Pédery (ur. 1 lutego 1891 w Budapeszcie, zm. 21 października 1914 na froncie wschodnim w okolicy wsi Łużek Górny) – węgierski gimnastyk, gimnastyk, medalista olimpijski.
Uczestniczył w rywalizacji na V Letnich Igrzyskach olimpijskich rozgrywanych w Sztokholmie w 1912 roku. Wystartował tam w jednej konkurencji gimnastycznej. W wieloboju drużynowym w systemie standardowym, z wynikiem 45,45 punktu, zajął z drużyną drugie miejsce, przegrywając jedynie z drużyną włoską.
Reprezentował barwy budapesztańskiego klubu NTE.